# Homoeochroma
Homoeochroma là một chi bướm đêm thuộc họ Geometridae.